# Evangelische Kirche (Treis an der Lumda)

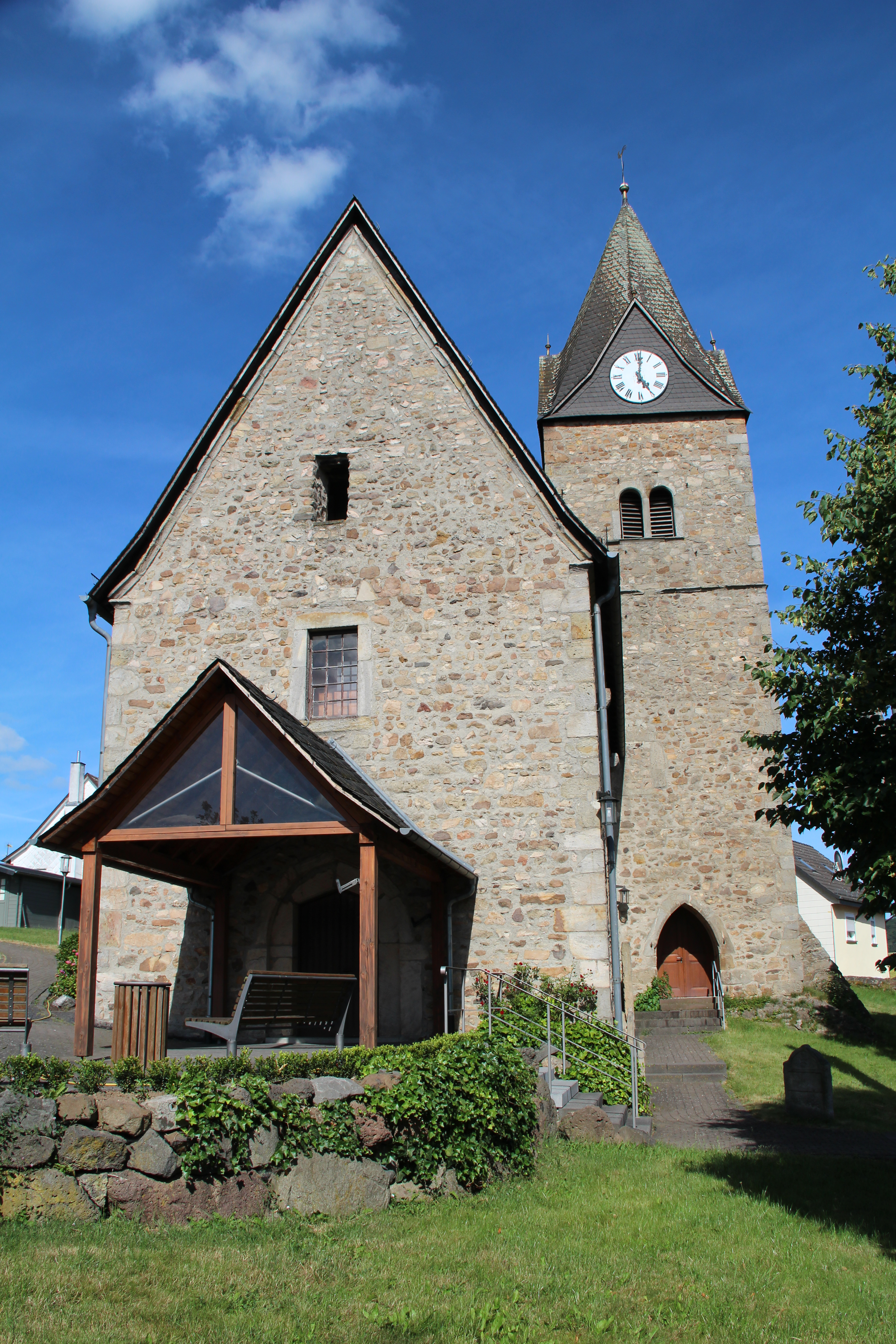
Treiser Kirche von Westen

Die Evangelische Kirche in Treis an der Lumda in der Gemeinde Staufenberg im Landkreis Gießen (Hessen) wurde im 13. Jahrhundert gebaut. Die drei Baukörper, Langhaus, Chor und Turm, tragen sowohl Zeichen der Spätromanik als auch der Gotik. Die ursprünglich wehrhafte Kirche mit ihrem südlichen Flankenturm ist hessisches Kulturdenkmal und beherbergt wertvolle Grabdenkmäler aus der Renaissance.
Die Kirchengemeinde gehört zum Dekanat Gießener Land in der Propstei Oberhessen der Evangelischen Kirche in Hessen und Nassau.

## Geschichte
Ein Pleban ist für das Jahr 1238 nachgewiesen („G. plebanus in treyso“), was wahrscheinlich die Existenz einer Pfarrkirche voraussetzt. Üblicherweise wurde mit der Errichtung des Chors begonnen, anschließend folgte das Langschiff, beides in der ersten Hälfte des 13. Jahrhunderts. In der zweiten Hälfte des 13. Jahrhunderts wurde der Turm angebaut. In kirchlicher Hinsicht gehörte Treis im ausgehenden Mittelalter zum Archidiakonat St. Stephan in der Erzdiözese Mainz. Zusammen mit Sichertshausen und den niedergegangenen Ortschaften Dodenhausen, Nieder- und Oberseilbach bildete Treis als Filiale eine Pfarrei.
Mit Einführung der Reformation wechselte die Kirchengemeinde zum evangelischen Bekenntnis. Michael Kere wirkte hier als erster evangelischer Pfarrer (1531–1545) und war anfangs vielleicht noch katholischer Priester. Im Jahr 1577 wurde Sichertshausen eingepfarrt. Mit dem Landgrafen Moritz von Hessen-Kassel wurde Treis von 1619 bis 1624 für fünf Jahre vorübergehend reformiert.
Im 15. Jahrhundert erhielt das Kirchenschiff ein neues Dach und ein neues Fenster mit Maßwerk. Die ehemals offene Turmhalle wurde zur Aufstellung eines Altars vermauert, der Wehrgang aufgegeben und ein Spitzhelm aufgesetzt. Der Chor erhielt ein großes Ost- und Nordfenster. Ein weiteres Maßwerkfenster wurde im 16. Jahrhundert eingebrochen. Im Jahr 1781 fand eine eingreifende Renovierung statt. Die Emporen an den Langseiten („Mänerbühne“) wurden doppelgeschossig erweitert. Die drei romanischen Fenster des 13. Jahrhunderts wurden vermauert und die beiden Fenster des 15. und 16. Jahrhunderts vergrößert und das Maßwerk entfernt. Man vermauerte das Südportal teilweise durch einen Grabstein. Aus Platzgründen wurden etliche herrschaftliche Stühle oder solche für besondere Personen beseitigt.
Die Chorempore wurde 1830 vergrößert, 1869 mit einer Renovierung des Innenraums begonnen. Die pfarramtliche Verbindung mit Sichertshausen wurde 1905 beendet. Ein Sturm in der Nacht vom 22. auf den 23. November 1930 zerstörte das Kirchendach vollständig; ein neues Dach wurde bereits am 13. Dezember 1930 fertiggestellt. Im Zuge einer Innenrenovierung in den Jahren 1960/1961 wurden die doppelgeschossigen Emporen an den Langseiten entfernt und die Orgel auf die Westempore umgesetzt. Bei einer Innenrenovierung 1988/1989 fand das Kruzifix seinen Platz neben der Kanzel und wurde ein Fresko aus der Barockzeit freigelegt, das den Erzengel Michael zeigt. Daraufhin veranlasste der Kirchenvorstand die Umbenennung in „Treiser Michaelskirche“. Das Westportal wurde im Jahr 2000 mit einem Vordach versehen.

## Architektur

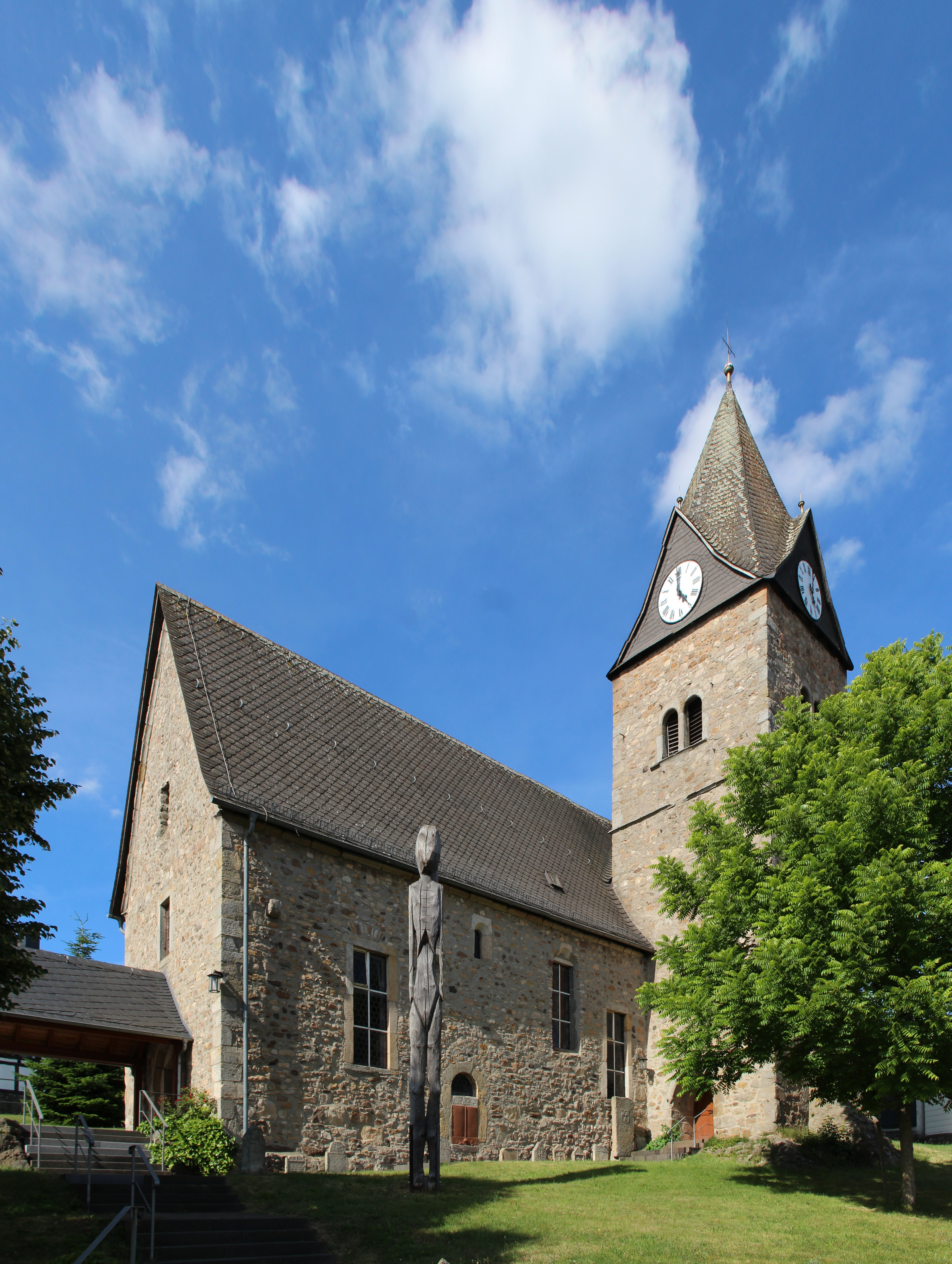
Kirche von Südwesten

Die annähernd geostete Saalkirche ist erhöht inmitten eines kreisförmig angelegten, teils ummauerten Friedhofs inmitten des Ortszentrums errichtet. Als Baumaterial wurde Bruchsteinmauerwerk verwendet, für die Gliederungen und die Eckquaderungen grauer Sandstein. An das einschiffige Langhaus auf längsrechteckigem Grundriss schließt sich im Osten ein Chor auf fast quadratischem Grundriss an. An die Südseite des Chors ist der Turm vorgebaut, der ebenfalls einen quadratischen Grundriss aufweist. Alle drei Baukörper entstanden im 13. Jahrhundert und weisen spätromanische wie gotische Stilelemente auf.
Der Kirchturm hat über drei unterschiedlichen Geschossen ein Gesims, das die Glockenstube markiert. Hier sind an jeder Seite rundbogige, gekuppelte Schallarkaden eingelassen. Ein Wehrgang mit Brüstung bildet den Abschluss des Turmschaftes. Vier verschieferte Dreiecksgiebel mit den Zifferblättern der Turmuhr leiten zum achtseitigen Spitzhelm über. Er ersetzte in spätmittelalterlicher Zeit den ursprünglichen Turmaufbau, dessen Form unbekannt ist. Das Erdgeschoss hat Reste eines Kreuzgewölbes ohne Rippen, das auf Ecksäulen mit Würfelkapitellen ruht. Ursprünglich gab es auf drei Seiten Bogenöffnungen, die sekundär vermauert wurden. Nur der Westbogen ist noch offen. Ein südlicher Flankenturm ist im Landkreis Gießen nur noch von der Kirche in Kirchberg bekannt.
Die Südwand des Langhauses wurde für die Einbindung des Flankenturms um eine Mauerbreite (0,70 Meter) nach Süden neu aufgeführt, was möglicherweise auf eine Planungsänderung zurückgeht. Das Langhaus hat seit dem 15. Jahrhundert ein steiles, um etwa 2,75 Meter höheres Satteldach; das romanische Dach neigte sich nur um 45°. Das westliche Hauptportal (1,30 Meter breit, 2,14 Meter hoch) ist in seiner ursprünglichen Gestalt erhalten und wird von einer spitzbogigen Nische überfangen (1,95 Meter breit, 2,55 Meter hoch). Das Vordach datiert aus dem Jahr 2000 und misst 4 × 4 Meter. Das Südportal ist teils vermauert. Der verbliebene obere Halbkreis dient seitdem als Fenster. An beiden Langseiten ist je ein kleines hochsitzendes romanisches  Rundbogenfenster zugemauert.
Ein spitzbogiger Triumphbogen mit vorkragender Kämpferplatte verbindet das Langhaus mit dem Chor. Die rundbogige Priestertür an der Südseite des Chors führt heute in die Turmhalle, die ursprünglich offen war. Das Kreuzrippengewölbe des Chors endet in einem runden Schlussstein (0,70 Meter Durchmesser). Ein barockes Fresko im Chorgewölbe zeigt den Erzengel Michael. Das östliche Chorfenster stammt aus gotischer Zeit. Das Nordfenster ist innen spitzbogig und hat außen einen geraden Sturz. Auf die spätere Errichtung des Turms weisen die Reste eines kleinen südlichen Fensters zwischen Chor und Turm.

## Ausstattung
Das Kirchenschiff wird von einer Flachdecke mit Überzug abgeschlossen. Die Wandsprüche datieren von der Kirchenrenovierung im Jahr 1781, als man gotische Ornamente entfernte. Auf der Westempore steht die Orgel.
Erhalten ist eine spätgotische Sakramentsnische mit Fiale und Kielbogen in der nördlichen Chorwand (0,44 Meter breit, 0,62 Meter mit Rahmen, 0,53 Meter hoch). Der Altar hat einen Stipes mit abgeschrägtem Sockel. Die Platte (1,45 × 0,85 × 0,25 Meter) hat nur an der Vorderseite ein Profil mit Fase. Die kleine Nische unter der Platte diente als Aufbewahrungsort für eine Reliquie.
Die polygonale, hölzerne Kanzel am südlichen Chorbogen wurde 1781 angeschafft. Sie hat schlichte Füllungen und ruht auf einem achteckigen Holzpfosten. Rechts von ihr ist ein hölzernes Kruzifix des Dreinageltypus angebracht. Das Gestühl lässt einen Mittelgang frei.

## Epitaphe

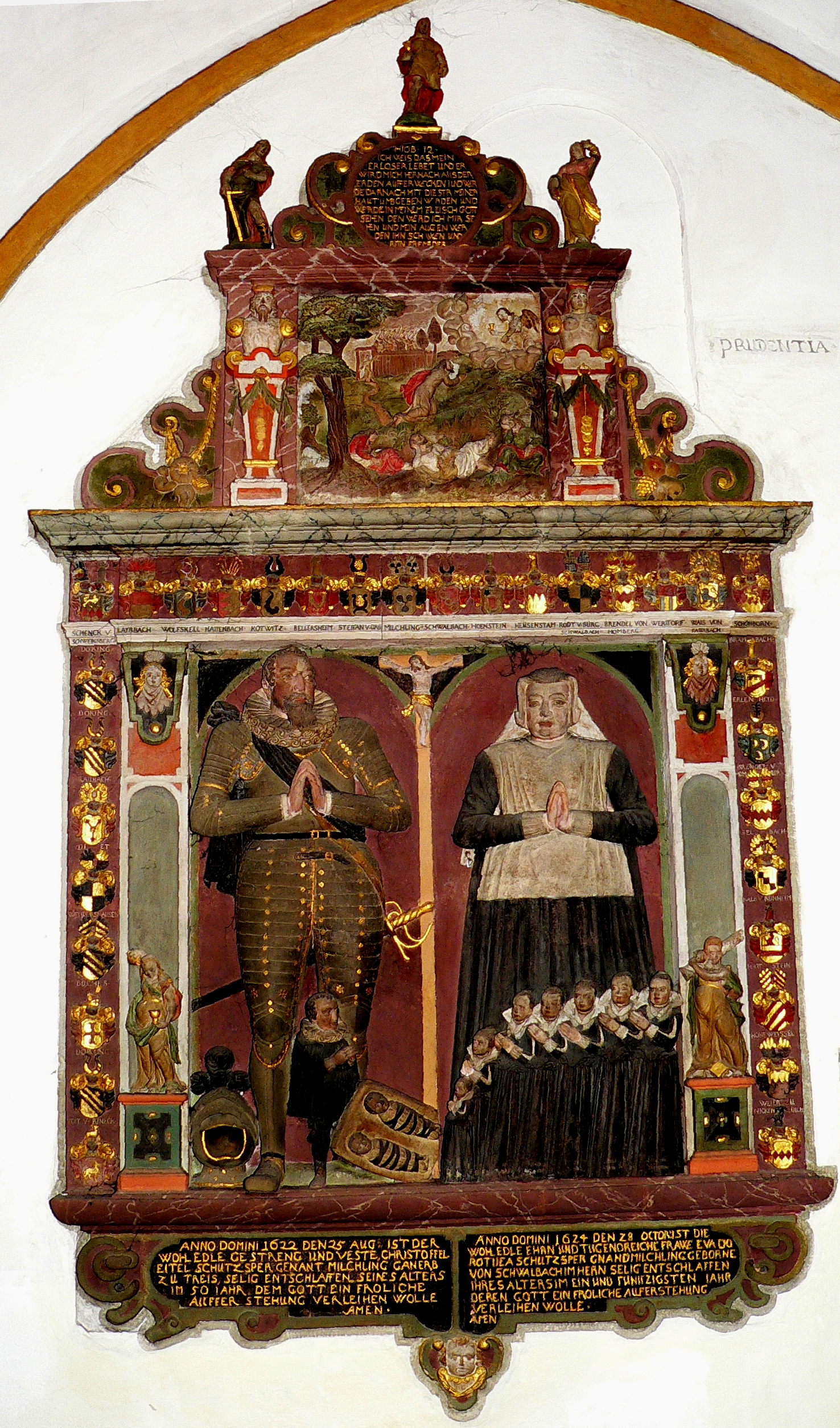
Epitaph für Christoff Eitel und seine Frau Eva Dorothea von Schwalbach

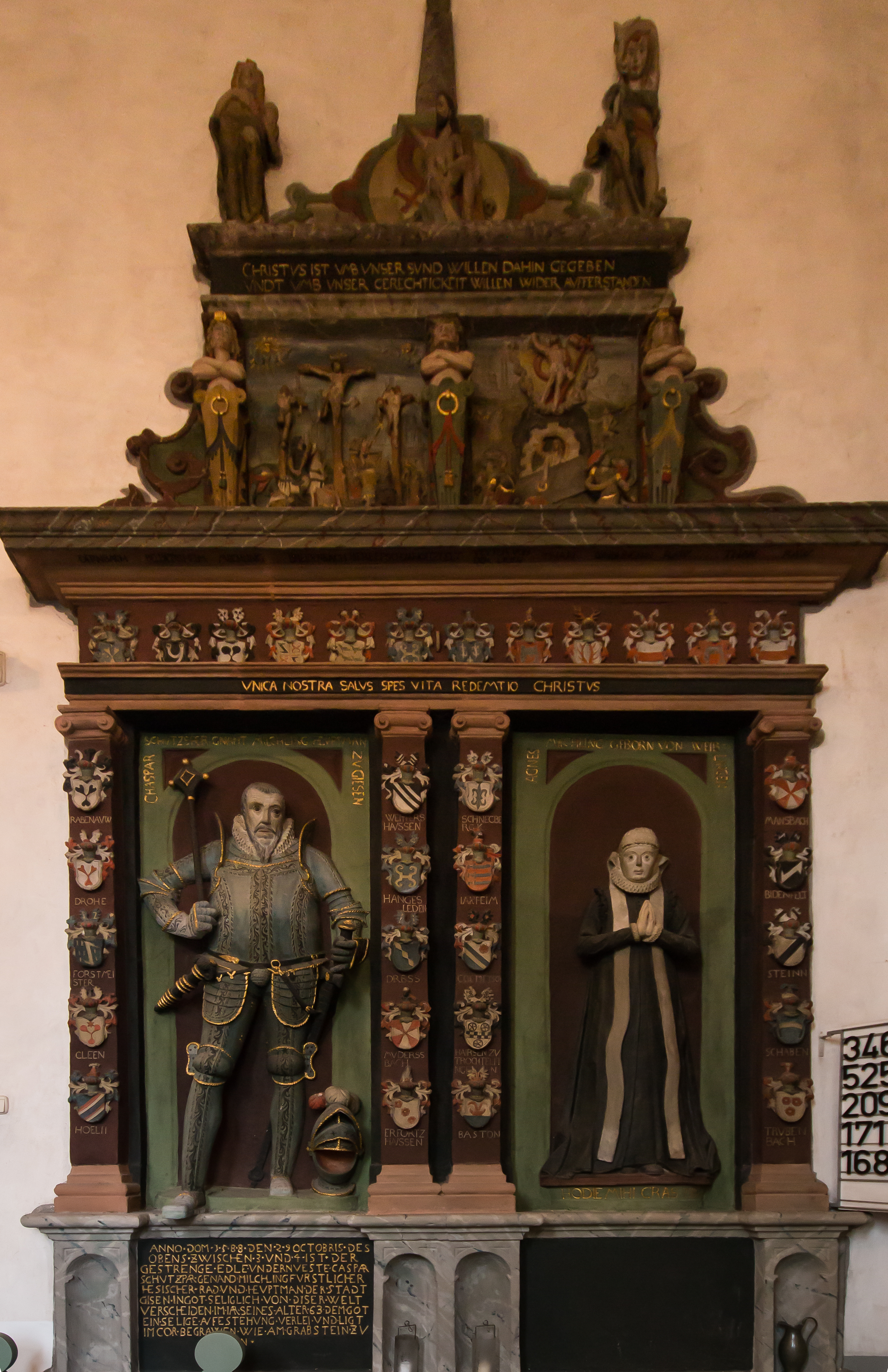
Caspar Schutzbar genannt Milchling und seine Frau Agnes von Waiblingen

In der Kirche sind drei hölzerne Renaissance-Grabdenkmäler der Familie Schutzbar genannt Milchling aufgestellt. Das schlichte Epitaph aus Sandstein für Hartmann († 1560) ist 1,47 Meter breit und steht an der nördlichen Chorwand. Die Epitaphe sind mit Inschriften, Bibelversen, Familienwappen und Ornamenten verziert. Die Männer werden in voller Rüstung, die Frauen durch ihre Kleidung und Gestik als bescheiden und fromm dargestellt.
Das Doppelgrabmal an der nördlichen Langhauswand für Caspar († 1588) und seine Frau Agnes von Waiblingen ist farblich gefasst und reich verziert. Die Figuren stehen beide in Lebensgröße zwischen Pilastern, die von Wappenreihen flankiert werden. Die Wappen weisen auf bedeutende Vorfahren der hessischen und süddeutschen Ritterschaft (Dernbach, Bellersheim, Milchling, Breidenbach, Hatzfeld, Rau, Waiblingen etc.) hin. Die Plastik der im Vergleich zu Caspar von Schutzbar deutlich kleineren Agnes von Waiblingen wird durch einen Sockel mit der Aufschrift „Hodie mihi, cras tibi“ („Heute mir, morgen dir“) erhöht. Über den Figuren befinden sich Kreuzigungs- und Auferstehengsszenen sowie eine plastische Darstellung der Stadt Jerusalem. Über dem Fries sind weitere Wappen zu sehen (insgesamt 32).
Ein großes Wandepitaph (3,35 Meter breit) an der südlichen Chorwand erinnert an Christoff Eitel († 1622) und seine Frau Eva Dorothea von Schwalbach († 1624), die in Lebensgröße dargestellt werden, davor zehn Kinder in kleinerem Format. Im oberen Teil werden Kreuzigung und Auferstehung Christi zwischen Hermen dargestellt, zudem in ähnlicher Anordnung wie beim anderen Doppelgrabmal zahlreiche Familienwappen. Im südlichen Langhaus zeigt ein hölzernes Epitaph den Gekreuzigten, darunter die 1628 verstorbene Familie von Balthasar Fridrich Melchior Schutzsper genannt Milchling mit seiner Frau Cordula S., geborene von Lenderßheim, sowie dem zweijährigen Sohn Philip Georg. Der viereckige Rahmen ist mit geschnitzten Flügeln und Beschlagwerk ausgestattet. Nördlich der Kirche wurde 1822 ein Steinobelisk für Ludwig Friedrich Philipp Gottlieb Carl von Schutzbar genannt Milchling aufgestellt.

## Orgel

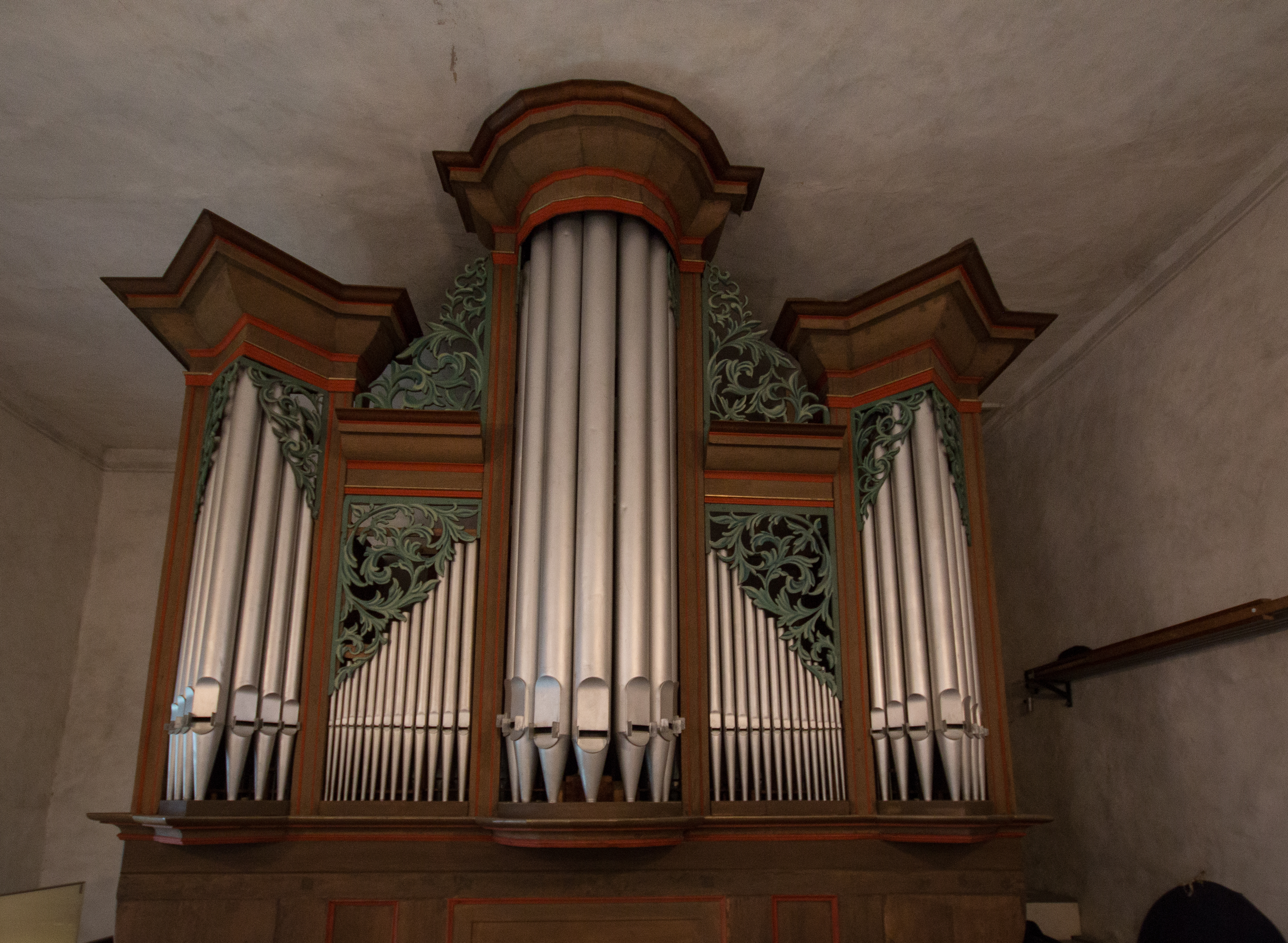
Förster & Nicolaus-Orgel von 1928

Eine Orgel wurde wahrscheinlich um 1780 nach Errichtung der Chorempore von einem unbekannten Meister eingebaut. Die ursprüngliche Disposition umfasste zehn Register auf einem Manual und Pedal. Im Jahr 1853 reparierte ein Orgelbauer Kayser aus Grünberg das Werk. Zu Beginn der 1870er Jahre baute Adam Karl Bernhard ein neues Werk, über das nicht Näheres bekannt ist. Hinter dem barocken Gehäuse schuf Förster & Nicolaus Orgelbau im Jahr 1928 eine neue Orgel mit pneumatischer Traktur und Kegelladen. Zehn Register verteilten sich auf zwei Manualen und Pedal. Später wurden drei 8′-Register durch höherliegende Register ersetzt und das Pedal erweitert, möglicherweise im Zuge der Umsetzung der Orgel auf die Westempore im Jahr 1960/1961. Gegenwärtig verfügt die Orgel über zwölf Register. Der fünfteilige Prospekt hat einen überhöhten Mittelturm und spitze Seitentürme. Bei den vermittelnden Flachfeldern sind die Pfeifen ungewöhnlicherweise nicht symmetrisch angeordnet, sondern laufen schräg zum Mittelturm hoch. Die Pfeifenfelder werden von durchbrochenem Schleierwerk abgeschlossen, das auch über den beiden Flachfeldern angebracht ist. Der Sanftbaß 16′ ist eine Windabschwächung des Subbaß 16′.
| I Manual C–f3   |       |
| Prinzipal       | 8′    |
| Bordun          | 8′    |
| Octav           | 4′    |
| Flöte           | 2′    |
| Rauschquinte II | 2 ⁄3′ |

| II Manual C–f3 |       |
| Konzertflöte   | 8′    |
| Rohrflöte      | 4′    |
| Prinzipal      | 2′    |
| Quinte         | 1 ⁄3′ |

| Pedal C– |     |
| Subbaß   | 16′ |
| Sanftbaß | 16′ |
| Cellobaß | 8′  |

- Koppeln:
  - Normalkoppeln: II/I, I/P, II/P
  - Superoktavkoppeln, Suboktavkoppeln
- Spielhilfen: Automat. Pianopedal, feste Kombinationen (p, mf, ff), Walze

## Geläut

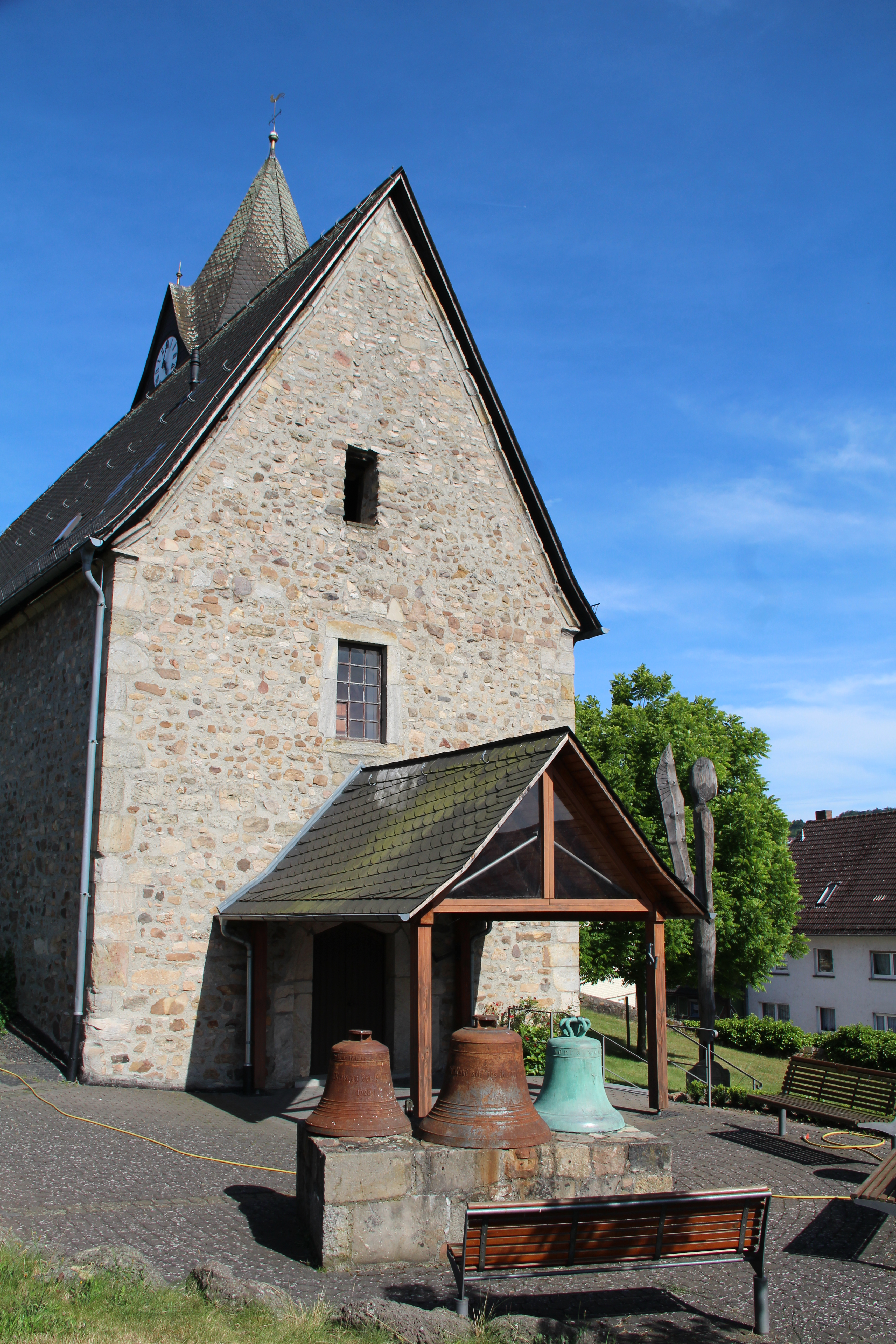
Drei alte Glocken vor der Kirche

Der Kirchturm beherbergt ein Geläut mit drei Bronzeglocken von 1981. Die älteste Glocke, die nicht mehr aktiv ist, wurde im 14. Jahrhundert gegossen und hat 0,81 Meter im Durchmesser. Sie ist dem hl. Apollonius geweiht, trägt die Inschrift „O REX GLORIE VENI CUM PACE“ (O König der Ehren, komm mit Frieden) und hat den Ton cis2. Zwei im Ersten Weltkrieg abgelieferte Glocken wurden 1920 durch Stahlglocken ersetzt, die die Töne h1 und d2 haben. 1981 schaffte die Gemeinde drei neue Bronzeglocken von der Glockengießerei Bachert an, die das heutige Geläut bilden. Seit 1998 stehen die drei alten Glocken auf einem Podest vor der Kirche.